# 과야나 지방

베네수엘라 동부에서 가장 넓은 면적을 차지하는 과야나 지방.

과야나 지방(Guayana Region)은 베네수엘라 동부의 지역 구역 가운데 하나이다. 3개의 연방 주를 포함하고 있다. 458,344km2의 면적에 약 140여 만 명이 거주하고 있다. 식민 지배를 받았던 18세기 초까지 스페인령 기아나로 알려졌다. 기아나의 일부로 독립국인 가이아나(구 영국령 기아나), 브라질과 국경을 접하고 있다. 지리학적으로는 기아나 고지의 일부이며, 베네수엘라 기아나라고도 부른다.

## 연방 주
다음 3개의 연방 주로 이루어져 있다.
- 아마소나스 주 (Amazonas)
- 볼리바르 주 (Bolívar)
- 델타아마쿠로 주 (Delta Amacuro)